# 营盘乡 (金平县)
营盘乡，是中华人民共和国云南省红河哈尼族彝族自治州金平苗族瑶族傣族自治县下辖的一个乡镇级行政单位。

## 行政区划
营盘乡下辖以下地区：
罗戈塘村、太阳寨村、水塘村、牛滚塘村、鱼塘村、东瓜林村、芭蕉河村、老街村和大芦山村。